# Pierre Pintaflour
Pierre Pintaflour (né en 1502 et mort le 10 avril 1580), est un ecclésiastique qui fut  évêque de Tournai de 1575 à 1580.

## Biographie
Pierre Pintaflour est un prélat d'origine très modeste. Il naît à Strazeele dans la châtellenie de Cassel fils de Mathias et de Isabeau Marasse. Il commence ses études à Bergues, achève sa pédagogie à Louvain en 1519 et accède à la faculté des Arts de l'université où il obtient le grade de Magister es arts en 1524. Nommé évêque en 1575 après une longue carrière ecclésiastique,  il fait son entrée dans son diocèse le 17 octobre suivant sa consécration. Il fait preuve de hautes vertus épiscopales et doctrinales dans son combat contre la Réforme dans son diocèse. Il meurt dès le 10 avril 1580 à Tournai épuisé par les luttes qu'il avait menées.